# Nattens drottning (musikalbum)
Nattens drottning är ett studioalbum av Haakon Pedersen, utgivet på Big Bag Records 1989. Albumet producerades av Lasse Holm och arrangerades av Lennart Sjöholm.

## Spår
1. "Nattens drottning" (duett med Elisabeth Berg) (Lasse Holm/Ingela "Pling" Forsman)
2. "Inget stoppar oss nu" (Lasse Holm/Ingela "Pling" Forsman)
3. "Mina minnens stad" (Lasse Holm/Ingela "Pling" Forsman)
4. "Be My Baby" (Phil Spector, Ellie Greenwich, Jeff Barry)
5. "Jag vet vad du behöver" ("Rise to the Occasion") (Simon Clime, Dennis Morgan, Rob Fisher - Sv. t. Ingela "Pling" Forsman)
6. "Ringar på vatten" (duett med Lotta Engberg) (Lasse Holm/Ingela "Pling" Forsman)
7. "Som en ängel" (Haakon Pedersen/Lars Rosén)
8. "När filmen är slut" (Lasse Holm/Ingela "Pling" Forsman)
9. "The Fool on the Hill" (John Lennon, Paul McCartney)
10. "Jag står stadigt" ("I'm still Standing") (Bernie Taupin, Elton John - Sv. t. Ingela "Pling" Forsman)
11. "Om du kommer hem" (Lasse Holm)
12. "Greenpeace (i människans tjänst)" (Lasse Holm)

## Medverkande musiker
Peter Ljung - Keyboards 1, 6 , 7, 12

Lasse Wellander - Gitarr 1, 3, 7 , 8, 9, 10

Johan Stengård - Saxofon 12

Per Lindwall - Trummor 12

Sam Bengtsson - bas 12

Solna brass - 12

Lennart Sjöholm, Lasse Holm - all programmering och övriga keyboards

Kör: Lotta Engberg, Haakon Pedersen, Liza Öhman, Lennart Sjöholm och Lasse Holm

Producerad av Lasse Holm

Arrangör: Lennart Sjöholm

Inspelad och mixad i KMH Studios, Stockholm.

Tekniker: Åke Grahn, Lennart Karlsmyr

Foto: Lennart Dannstedt

Design: Anders Bühlund, Forma

Stylist: Stefan Byström